# Anfahrwiderstand
Anfahrwiderstände sind bei elektrischen Maschinen (beispielsweise elektrischen Eisenbahn-Triebfahrzeugen mit Gleichstrom-Fahrmotoren) elektrische Widerstände, die zum Schutz des Fahrmotors während des Anfahrens zugeschaltet werden, um den Strom im Motor auf das zulässige Maß zu begrenzen. Mit einem Fahrschalter werden sie zu- oder abgeschaltet.
In der Regel dienen Anfahrwiderstände gleichzeitig als Bremswiderstände. Sobald die elektrische Maschine als Generator (Elektromotorische Bremse) arbeitet, schützen sie die Maschine vor überhöhter Spannung durch Induktion. Zugleich führt der Strom zu einer geringeren Drehzahl der Maschine und somit zur Bremsung des Fahrzeugs.
Eine andere Art von Anfahrwiderstand ist der Anlasswiderstand zum Anlassen stationär betriebener Elektromotoren.

## Montage
Um die entstehende Wärme abzuführen, werden die Anfahr-/Bremswiderstände meist auf dem Dach angeordnet.
Bei Triebwagen befindet sich oft eine gleiche Gruppe von Widerständen im Fahrgastraum, um im Winter als Heizung zu dienen. Bei modernen Fahrzeugen befinden sie sich in einem Wärmetauscher, damit die Raumtemperatur unabhängig von der Bremse reguliert werden kann.

## Entwicklung
Um einen besseren Wirkungsgrad zu erzielen, werden heute meist Leistungssteller oder Frequenzumrichter eingesetzt. Eine Strombegrenzung wird erreicht, indem dem Versorgungsnetz nur kurze Impulse entnommen werden. Bei der Bremsung wird eine Rückspeisung (Rekuperation) in das Versorgungsnetz vorgenommen.
Dennoch sind bei Verwendung elektromotorischer Bremsen Bremswiderstände vorhanden. Sie sind erforderlich, um auch dann sicher bremsen zu können, wenn die Verbindung zum Netz unterbrochen oder das Netz aus anderen Gründen nicht aufnahmefähig ist.